# المحس كترانج
المحس كترانج هي إحدى القرى المحلية في ولاية الخرطوم في السودان، تقع على الضفة الشرقية للنيل الأزرق. يحيط بها من الشرق قرية كترانج ومن الغرب قرية البنوناب و من الشمال المحس طيبة ومن الجنوب ولاية الجزيرة.